# Pic du Cabaliros
Le pic du Cabaliros est un sommet des Pyrénées françaises situé dans la commune d'Arcizans-Avant, dans le département des Hautes-Pyrénées en région Occitanie. Situé à 8,5 km au sud d'Argelès-Gazost et à 4,5 km au nord de Cauterets, il culmine à 2 332 m.

## Toponymie
L'utilisation ancienne des pâturages entourant le pic pour des troupeaux de chevaux, désignés sous le terme de « cabalerie » pourrait être à l'origine du nom Cabaliros.

## Géographie

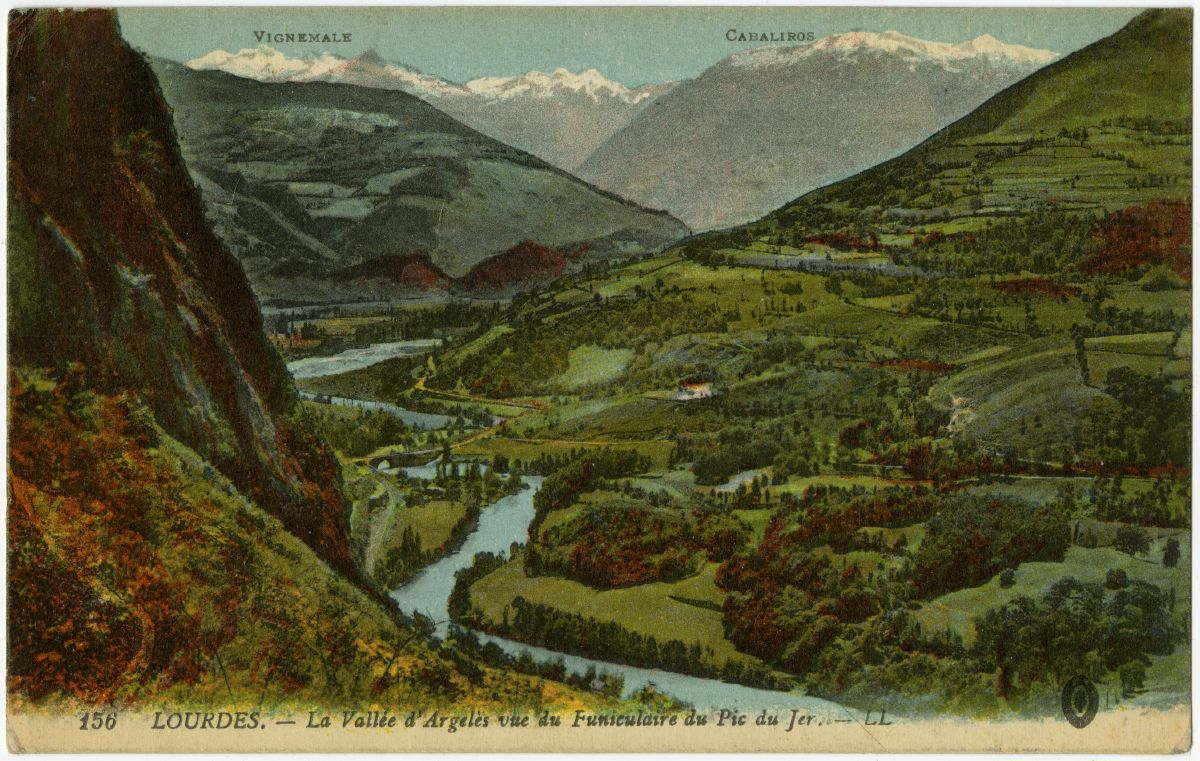
Carte touristique : vue sur le massif du Vignemale et le massif du Cabaliros.

Le pic du Cabaliros surplombe la commune de Cauterets qui se trouve à l'est et se trouve dans le pays de la rivière de Saint-Savin.
Au XIXe siècle, on nommait parfois toute la montagne au-dessus de Cauterets en tant que Cabaliros ; le pic fait aujourd'hui partie d'une crête de sommets dont le plus haut est le Moun Né ou le Grand Barbat. Si l'on considère toute la montagne jusqu'à la frontière franco-espagnole, le pic du Cabaliros fait partie du massif de Cauterets.

## Histoire

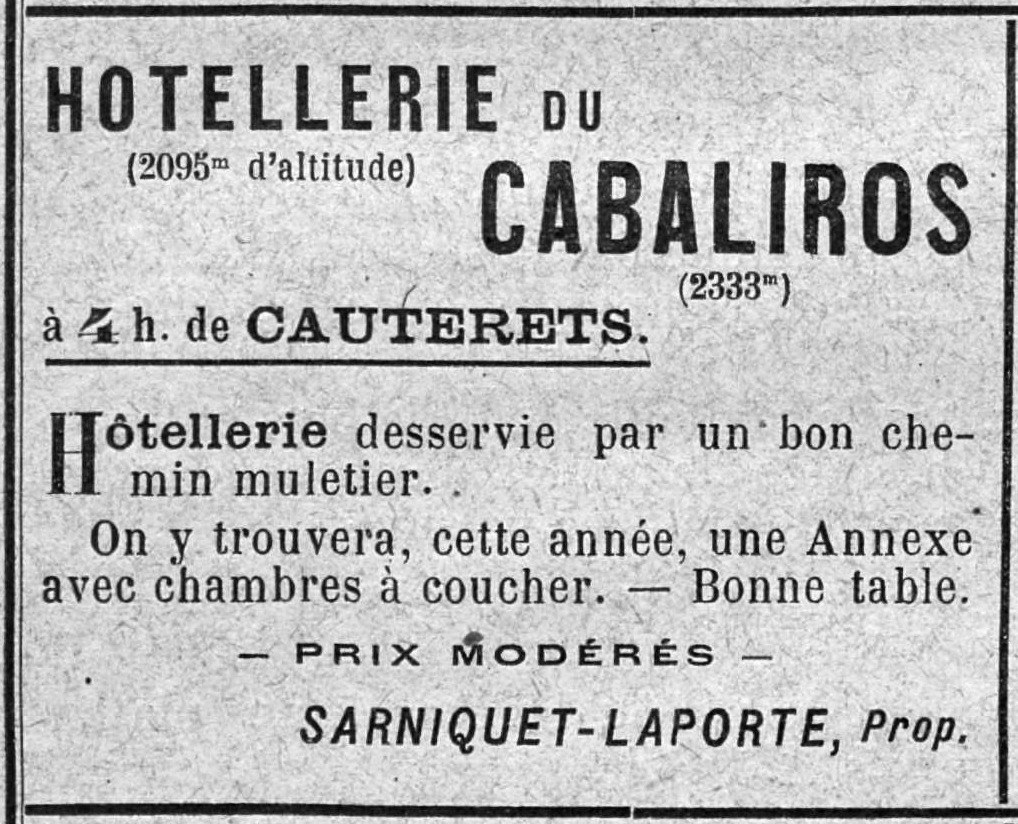
Publicité parue en 1909.

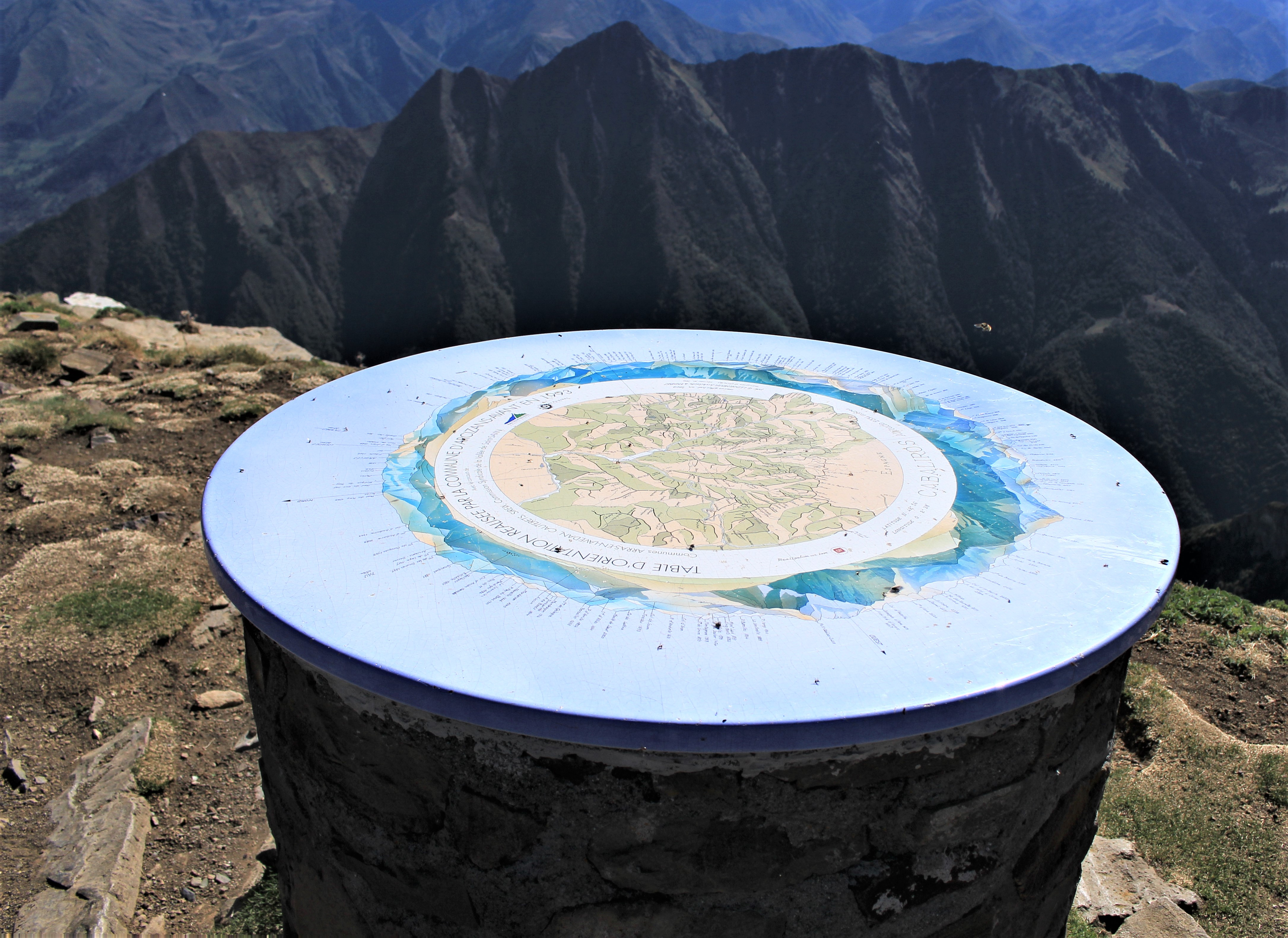
Table d'orientation dessinée par Georges Ledormeur.

Avec l'apparition du tourisme à la fin du XIXe siècle, le pic du Cabaliros devient une attraction. Beaucoup plus facile d'accès que les sommets prestigieux l'entourant, et offrant un large panorama, il attire un large public. Ainsi au début du XXe siècle, une petite auberge située 1 km au sud-ouest accueillait les touristes. Il n'en reste aujourd'hui que des ruines.
En 1910 une première table d'orientation est installée au sommet par le Touring club de France selon les relevés de Georges Ledormeur. Elle est installée au point culminant, à l'emplacement d'un précédent signal géodésique. Celle qui est visible actuellement date de 1993.